# Elecciones a la Asamblea Nacional Constituyente de Guatemala de 1964
Las elecciones de la Asamblea Nacional Constituyente de Guatemala de 1964 se llevaron a cabo el 24 de mayo de 1964. El Movimiento de Liberación Nacional y el Partido Revolucionario ganaron 10 escaños cada uno. Sin embargo 60 miembros de la Asamblea fueron nombrados por el gobierno militar, y en septiembre de 1964 formaron el Partido Institucional Democrático.

## Resultados
| Partidos y alianzas                                                                                          | Votos     | %      | Escaños |
| --- | --------- | ------ | ------- |
| Movimiento de Liberación Nacional (MLN)                                                                      | 142.248   | 48,48% | 10      |
| Partido Revolucionario (PRG)                                                                                 | 122.374   | 41,70% | 10      |
| Movimiento de Liberación Nacional (MLN) / Partido Revolucionario (disidentes) (PRG)                          | 28.818    | 09,82% | 0       |
| Designado por el gobierno militar (en septiembre de 1964 crearon el Partido Institucional Democrático (PID)) | –         | –      | 60      |
| Total | 293440    | 100%   | 80      |
| Votos inválidos/nulos                                                                                        | 43.383    | 12,88% |         |
| Total participación                                                                                          | 336.823   |        |         |
| Población registrada                                                                                         | ?         |        |         |
| Población total                                                                                              | 4.310.000 |        |         |